# Haringpakkersbrug
De Haringpakkersbrug (brug 58) is een vaste brug in Amsterdam-Centrum. De brug is vernoemd naar de Haring Pakkerye die hier ooit gevestigd was. Dit was ook terug te vinden in de naam van de in 1829 gesloopte Haringpakkerstoren (stond ten noordwesten van de huidige plaats van de brug) en de Haringpakkerssteeg.

## Ligging
De verkeersbrug is gelegen in de Prins Hendrikkade en voert over de Singel. Het markeert de plaats waar de Singel het Open Havenfront, hier Westertoegang geheten instroomt. De brug deelt haar zuidelijke kademuren met de Haarlemmersluis (brug 16); haar noordoostelijke kademuur loopt over in die van de fietsersbrug brug 387. Nog geen 100 meter noordelijk vindt men de enorme spoorbrug brug 19s.
De Singel is een van de oudste grachten van Amsterdam, het zou te verwachten zijn dat een brug over de Singel daarom al eeuwen oud is. Niets is minder waar. Gedurende eeuwen was de Haarlemmersluis de brug die de Singel van het IJ scheidde. Verkeer dat over de Prins Hendrikkade of haar voorloper de Texelse kade ging, moest dus even stad in om de Singel te kunnen passeren, zoals op de kaart van Frederik de Wit uit 1688 nog te zien is. 

## Geschiedenis
Fotograaf Pieter Oosterhuis legde hier omstreeks 1887 een zogenaamde trambrug van hout op foto vast. Het Centraal Station was nog in afbouw. Al wel klaar was het gebouw Gebouw Droogbak, ook wel het HIJS-gebouw (Hollandsche IJzeren Spoorweg-Maatschappij), alwaar een Remise Droogbak van de Amsterdamsche Omnibus Maatschappij voor lag. Deze trambrug werd in 1892/1893 afgebroken. Het verkeer moest weer via de Haarlemmersluis.
In 1931 werd een plan gemaakt voor radiaalwegen vanuit Amsterdam-Centrum naar buiten toe (Voorlopig schema van verkeersverbeteringen in de binnenstad). De route westwaarts naar Haarlem zou dan niet meer lopen via de Haarlemmerdijk en Haarlemmerstraat, maar via de Haarlemmer Houttuinen. Dat bracht veel werkzaamheden met zich, zo moest een flink aantal woningen (1200 woningen, 275 bedrijfsgebouwen) gesloopt worden, wegen moesten verlegd worden. Een voorteken dat het menens was, was het feit dat de trams in 1955 uit de Haarlemmerstraat vertrokken, er kwam een buslijn. In 1965 en 1968 sprak de gemeente er opnieuw over en toen werd ook aan Dienst der Publieke Werken gevraagd om met het ontwerp van een brug te komen. Dirk Sterenberg, de toenmalige stadsbruggenarchitect, maakte een ontwerp. In april 1971 begonnen de aannemers met de bouw van de brug. Daartoe moesten ook de walkanten en oevers aangepast, lees verhoogd, worden. Tevens nam men mee dat er onder de brug een kruisingsvrij fietspad werd aangelegd. In januari 1972 lag de brug er grotendeels, maar moest de omgeving daarop nog aangepast worden. De gehele omgeving ging op de schop, want riolering, kabels en andere leidingen moesten vernieuwd en verschoven worden. Het werd een enorme bouwput en zandvlakte, waarbij het eerder genoemde HIJS-gebouw als sta-in-de-weg werd ervaren. De Haringpakkersbrug kreeg bij deze vernieuwing een breedte mee, die aansloot op de geplande vierbaansweg met trambaan. Nieuw inzicht liet echter de weg krimpen tot tweebaansweg, de in 1985 neergelegde tramrails werden nooit gebruikt en het HIJS-gebouw bleef staan. Verkeer werd naar de noordzijde van genoemd gebouw verplaatst en moest gebruik maken van de vreemde slinger in de gedaante van een S-bocht voor het HIJS-gebouw langs, zoals in de jaren tachtig van de 19e eeuw ook de trams aangereden kwamen rijden. In 2017 is er nog steeds sprake van deze situatie, een (te) brede brug voor het verkeersaanbod. De nooit gebruikte tramrails liggen vanuit het westen nog tot aan de brug, op de brug zijn ze verwijderd dan wel verdwenen onder het asfalt van de verhoogde busbaan. 
Opvallend aan de brug zijn de balustrades tussen bakstenen bastions van de brug, vermoedelijk ook uit de pen van Sterenberg, hij maakte net als Piet Kramer vaak totaalconcepten, zie ook brug 13. Voorts zijn op een van de landhoofden letters aangebracht, die "Terugkomen is niet hetzelfde als blijven" weergeven, een kunstwerk uit 2006 van Regina Verhagen met een regel van Belle van Zuylen uit haar brief aan David-Louis Constant d'Hermenches; de letters zijn in terrazzo uitgevoerd. In de aanloop naar de fietstunnel is nog een soort gevelsteen te zien met een mededeling over Amsterdams Peil.

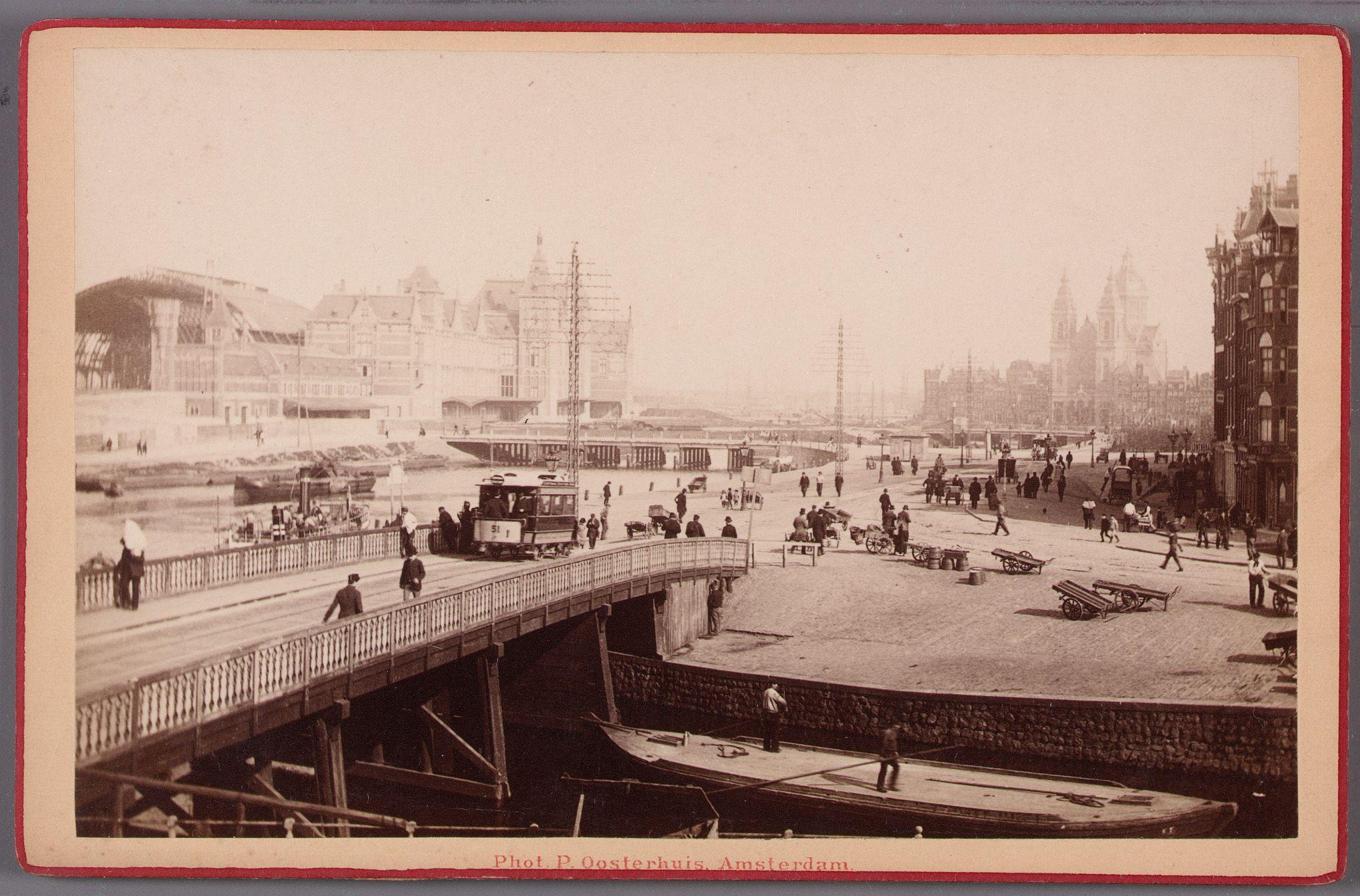
De trambrug van Pieter Oosterhuis met op de achtergrond het Centraal Station in aanbouw; op de brug een Treubpaal van de gemeentetelefoon
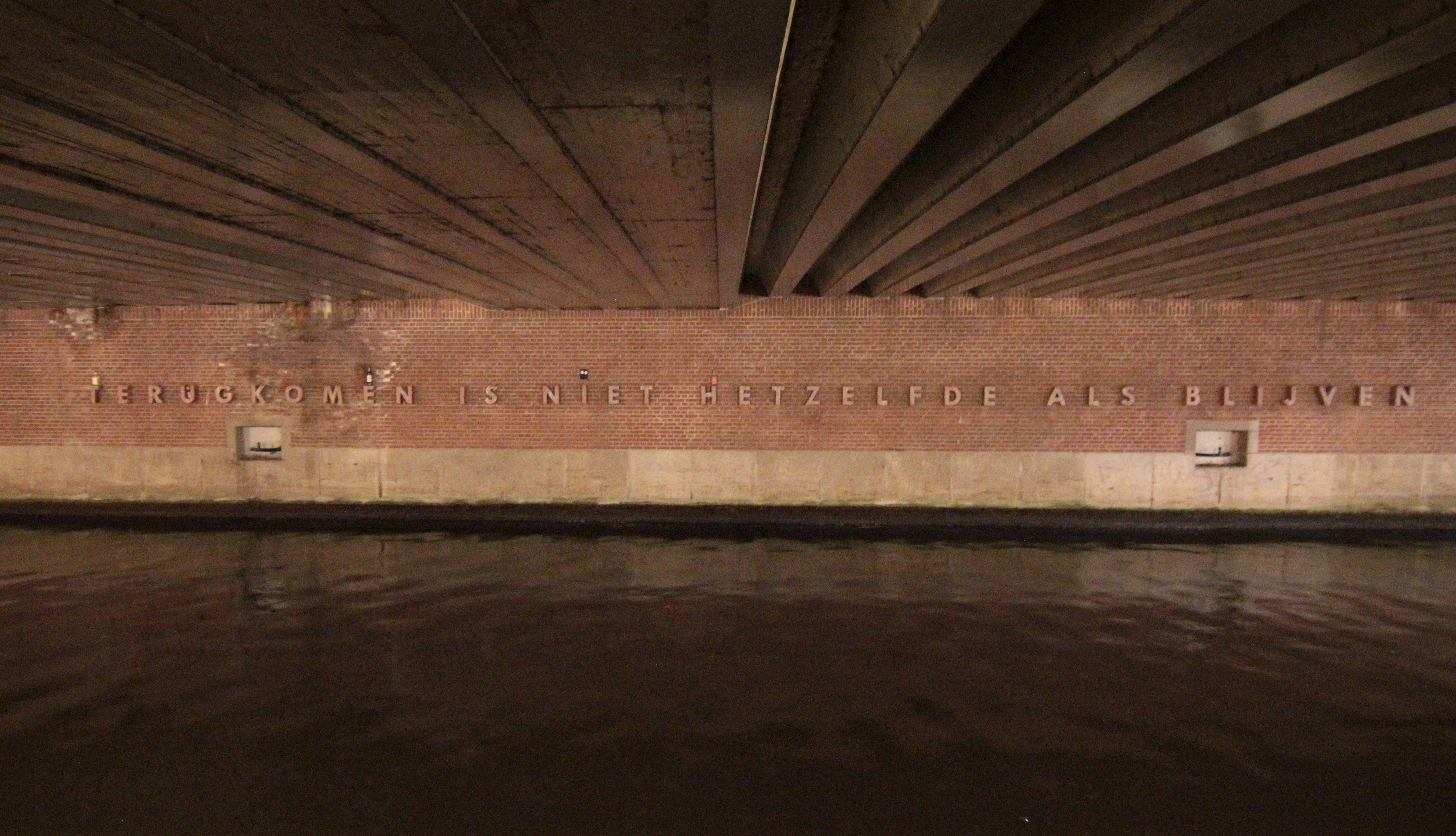
Tekst onder de brug
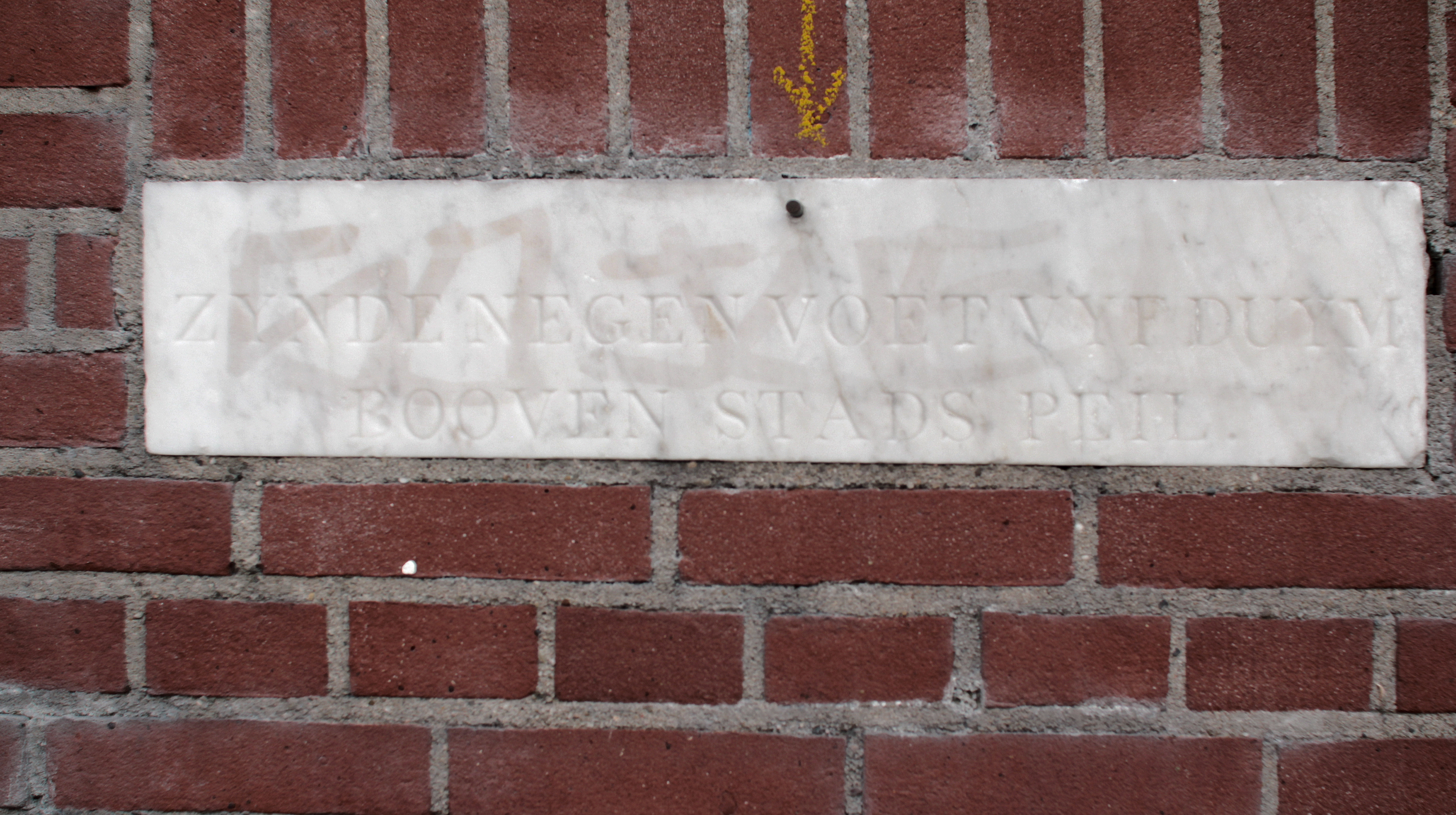
Ingemetselde steen

1 · 2 · 3 · 4 · 5 · 6 · 7 · 8 · 9 · 10 · 11 · 12 · 13 · 14 · 15 · 16 · 17 · 18 · 19 · 20 · 21 · 22 · 23 · 24 · 25 · 26 · 27 · 28 · 29 · 30 · 31 · 32 · 34 · 35 · 36 · 37 · 38 · 39 · 40 · 41 · 42 · 43 · 44 · 45 · 46 · 47 · 48 · 49 · 50 · 51 · 52 · 53 · 54 · 55 · 56 · 57 · 58 · 59 · 60 · 61 · 62 · 63 · 64 · 65 · 66 · 67 · 68 · 69 · 70 · 71 · 72 · 73 · 74 · 75 · 76 · 77 · 78 · 79 · 80 · 81 · 82 · 84 · 85 · 86 · 87 · 88 · 89 · 90 · 91 · 92 · 93 · 94 · 95 · 96 · 97 · 98 · 99 · >>>
Brugnummers 33 en 83 zijn niet (meer) vergeven